# آغي ستين
آغي ستين (بالنرويجية البوكمول: Aage Torstein Wetterland Steen)‏ (15 يناير 1900 – 28 فبراير 1982) هو ملاكم نرويجي راحل، مثّل بلاده في الألعاب الأولمبية الصيفية 1920.

## وصلات خارجية
آغي ستين على موقع بوكس ريك (الإنجليزية) (registration required)
- آغي ستين على موقع أوليمبيديا (الإنجليزية)